# وروبل (استان وارمی-ماسوری)
وروبل (به لاتین: Wróbel) یک روستا در لهستان است که در گمینا بانگه مازورسکیه واقع شده‌است. وروبل ۲۰۰ نفر جمعیت دارد.